# Silanion

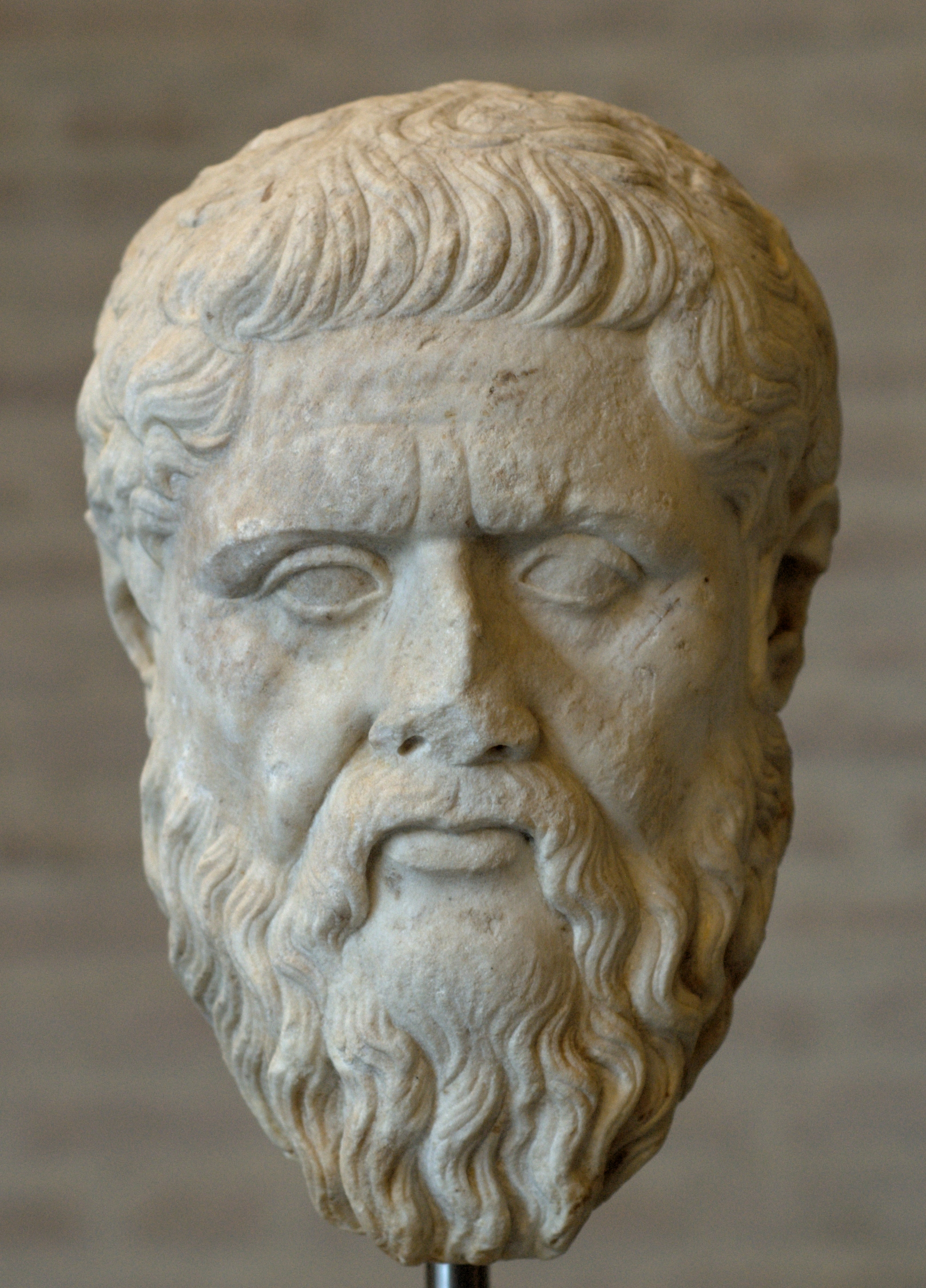
Portrait de Platon, copie de l'œuvre de Silanion, glyptothèque de Munich (Inv. 548).

Silanion (en grec ancien Σιλανίων) est un sculpteur grec du second classicisme, contemporain de Lysippe et spécialisé dans le bronze. Renommé pour ses portraits, il a notamment représenté Platon, la poétesse Sappho et le pugiliste Satyros.

## Biographie
Sa vie est très peu connue. Pline l'Ancien situe son apogée dans la 113e olympiade, c'est-à-dire en -328--325, en même temps que celle de Lysippe. Il n'eut pas de maître, mais on lui connaît un disciple, Zeuxiadès. Il fut l'auteur d'un traité sur les proportions (symmetriæ).

## Œuvre

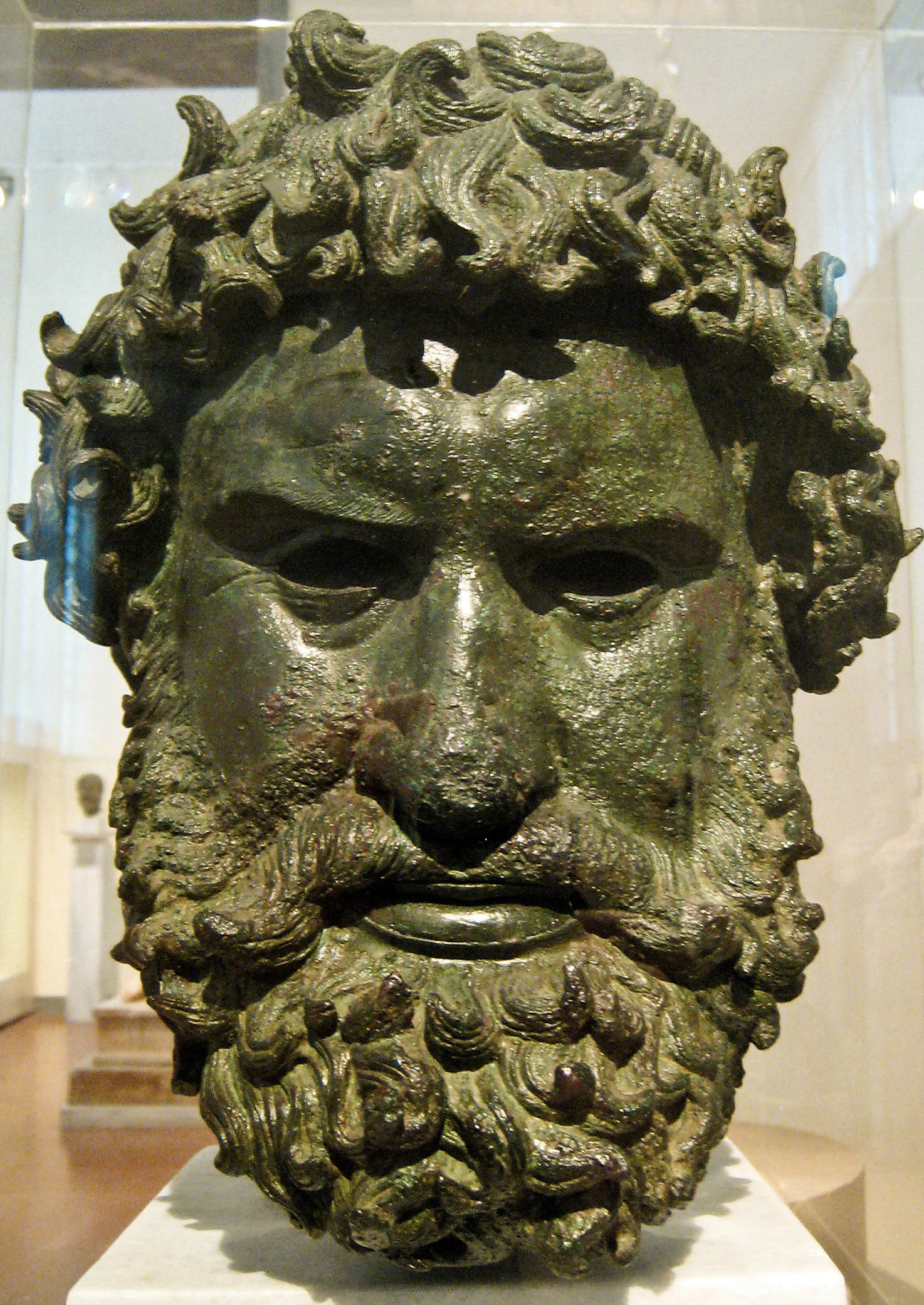
Satyros, œuvre originale de Silanion, musée national archéologique d'Athènes (MNA 6439).

Les auteurs anciens lui attribuent des portraits imaginaires, de héros ou de personnages historiques, mais de l'époque archaïque :
- un Achille[3] ;
- un Thésée à Athènes[4] ;
- une Jocaste mourante en bronze[5] ;
- une Sappho, d'abord à Syracuse, emportée ensuite à Rome par Verrès et décrite par Cicéron comme « si parfaite, si élégante, si travaillée »[6], vue par Tatien à Constantinople[7] ;
- une Corinne, poétesse du VIe siècle av. J.-C., également vue à Constantinople[7].

Silanion réalisa également des portraits de contemporains : Platon et le sculpteur Apollodore, surnommé « le fou », auteur de statues de philosophes. Ce dernier est l'un des disciples de Socrate, Apollodore de Phalère, qui selon Platon était surnommé « Le Fou »,. Pausanias mentionne par ailleurs trois statues d'athlètes à Olympie : une de Satyros d'Élée, de la famille des Iamides, double vainqueur olympique au pugilat, une de Télestas de Messène, double vainqueur au pugilat chez les juniors et une de Damarétos de Messène, vainqueur au pentathlon.
Silanion était renommé sous l'Antiquité pour son habileté à représenter les sentiments. Plutarque précise qu'il ajouta « un peu d'argent au visage [de la Jocaste mourante] afin que le bronze prenne l'apparence d'un homme qui meurt et qui défaille ». Pline indique que dans son portrait d'Apollodore, surnommé « le fou », il réalisa « dans le bronze non pas un homme, mais la colère en personne ».
Certaines de ses œuvres ont été reconnues dans des statues qui nous sont parvenues. L'attribution la plus solide porte sur son portrait de Platon, dont Diogène Laërce écrit : « dans le premier livre des Mémorables de Favorinus, on rapporte que le Perse Mithridate consacra une statue de Platon à l'Académie et y fit inscrire : « Mithridate, fils de Rhodobatès, de Perse, a consacré aux Muses une effigie de Platon que réalisa Silanion. » Cette mention a été rapprochée d'un portrait de Platon connu par plus de vingt copies, dont la meilleure, conservée à la glyptothèque de Munich porte explicitement le nom du philosophe. On ignore la date exacte de l'offrande, mais on estime généralement qu'elle est posthume à Platon qui, conformément à la théorie des idées, aurait refusé un portrait de lui de son vivant.
On s'accorde généralement à reconnaître son portrait de Satyros dans une tête en bronze de taille naturelle conservée au musée archéologique d'Athènes. L'œuvre a été découverte en 1880 au nord du prytanée d'Olympie, séparée du corps. Elle représente un homme dont le nez écrasé et les oreilles en chou-fleur témoignent qu'il s'agit d'un boxeur. Il porte une couronne d'olivier, récompense des vainqueurs aux épreuves sportives. Le visage se caractérise par un large front, des joues tombantes, un menton projeté vers l'avant, des yeux enfoncés et des arcades sourcilières marquées, qui se prolongent vers l'extérieur. C'est le portrait d'un homme fatigué par les combats, accusant son âge, et dont la bouche entrouverte et la barbe et la chevelure hirsutes semblent montrer qu'il vient d'achever une compétition. Le rendu des traits du pugiliste est très proche de celui du type de Socrate, ce qui explique l'identification avec Satyros. L'attribution à Silanion a toutefois été contestée pour des raisons de chronologie : la tête est datée du milieu du IVe siècle av. J.-C. sur des bases stylistiques, alors que les victoires olympiques de Satyros datent probablement de -332 et -328.
Le portrait d'Apollodore le sculpteur a été reconnu dans une tête en marbre du musée archéologique national de Naples, provenant de la villa des Pisons à Herculanum, en raison de sa forte ressemblance avec le Boxeur d'Olympie. Cette hypothèse ne fait pas l'unanimité. Un lien a été établi entre le portrait de Corinne et une statuette du musée Antoine-Vivenel à Compiègne portant l'inscription « Korinna » : la statuette serait une copie en taille réduite de l'œuvre de Silanion. Cette identification a été contestée, car l'œuvre, de qualité médiocre, ne témoigne pas de la main d'un grand sculpteur. En outre, la tête n'appartient pas au corps.
Le portrait de Sappho a été reconnu dans un buste en bronze à Naples, provenant de la villa des Pisons à Herculanum. La statue qu'il copie ne portrait qu'un manteau, ce qui est inhabituel pour une femme et qui vise peut-être à rendre compte de son statut particulier de poétesse ; ce type de raisonnement est toutefois plus plausible à l'époque romaine, datation acceptée le plus souvent pour ce buste. La Sappho de Silanion a également été reconnue dans l'Artémis du Pirée, par rapprochement avec un buste inscrit de Sappho du Getty Museum, mais ce dernier s'est révélé être un faux.